# Wunsiedel
Wunsiedel (bairisch Wousigl) ist eine Kleinstadt im Fichtelgebirge im nordöstlichen Bayern. Sie ist Sitz der Verwaltung des oberfränkischen Landkreises Wunsiedel im Fichtelgebirge.
Wunsiedel ist Geburtsort des Schriftstellers Jean Paul und Austragungsort der alljährlichen Luisenburg-Festspiele. Sie ist eine von 13 leistungsfähigen kreisangehörigen Gemeinden in Bayern und liegt an der Bayerischen Porzellanstraße.

## Geografie

### Geografische Lage

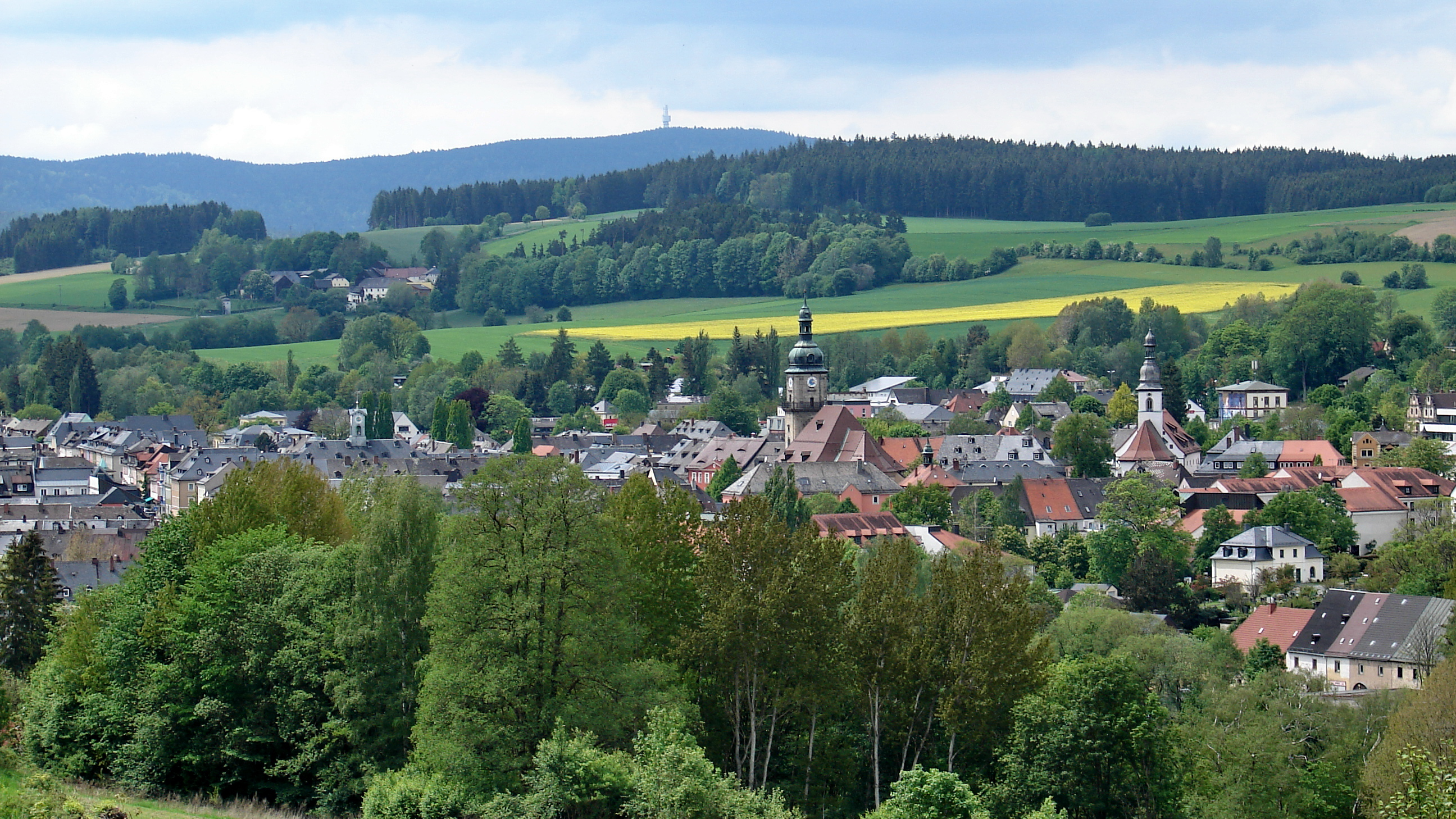
Lage von Wunsiedel im Tal der Röslau, Blick vom Nordhang des Katharinenbergs, im Hintergrund der Schneeberg

Wunsiedel liegt im Zentrum des Fichtelgebirges im östlichen Oberfranken nahe der Grenze zur Oberpfalz auf der Selb-Wunsiedler-Hochfläche. Die Kernstadt befindet sich auf 525 m ü. NHN im Tal der Röslau, das Gemeindegebiet erstreckt sich bis zum Gipfel der Kösseine auf 939 m ü. NHN, an deren Fuß die Stadt liegt. Unmittelbar südlich des Talbodens an der Röslau erhebt sich der 618 m hohe Katharinenberg mit der Ruine der Wallfahrtskirche Sankt Katharina. Der Berg wird als Bürgerpark genutzt. Nördlich der Stadt liegt das Hochmoor Zeitelmoos, das als Naturschutzgebiet geschützt ist.
Wunsiedel bildet mit der Nachbarstadt Marktredwitz das gemeinsame Oberzentrum Marktredwitz-Wunsiedel. Die nächstgelegenen Oberzentren sind Hof (Saale) und Bayreuth, die jeweils circa 50 km von Wunsiedel entfernt sind.

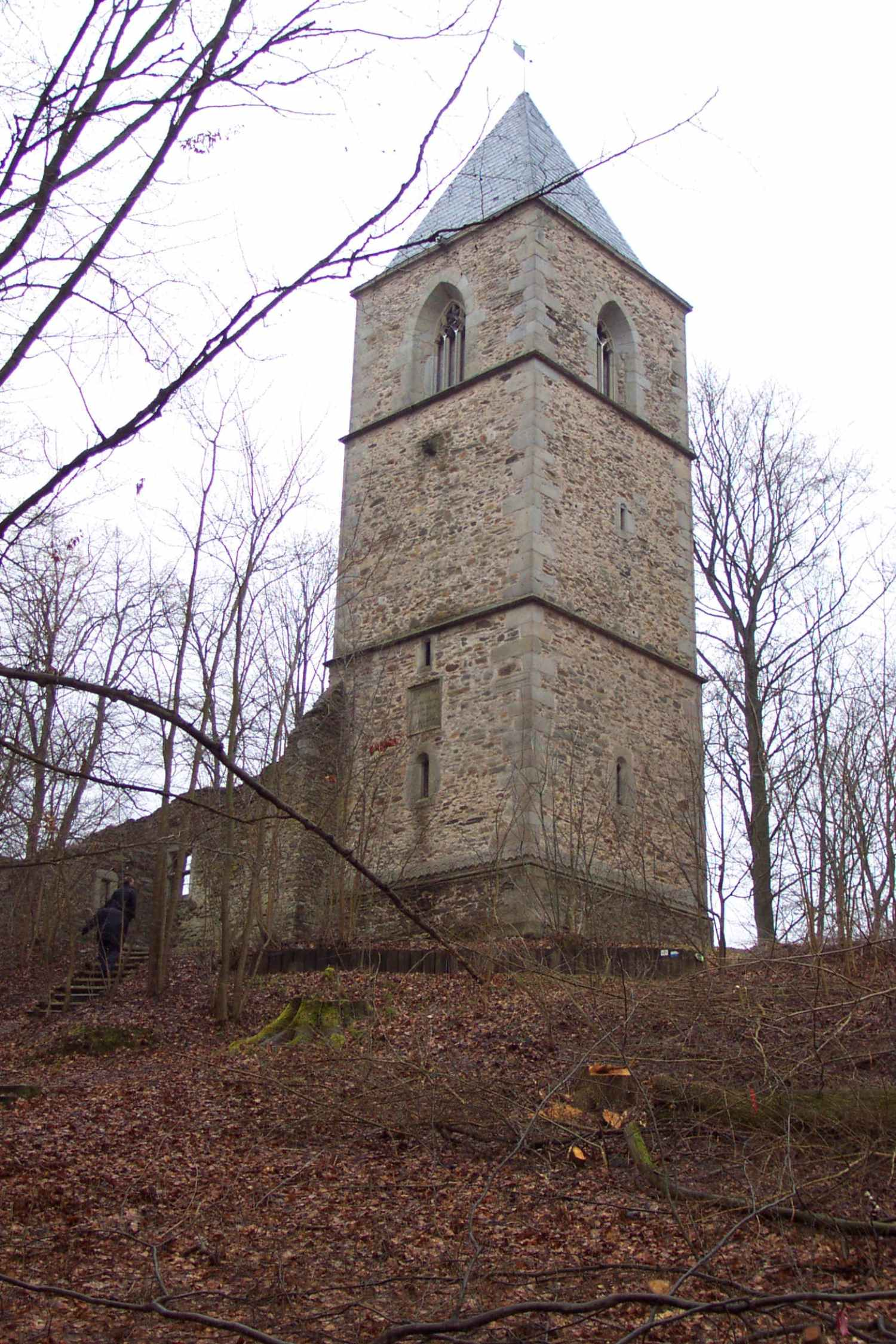
Kirchenruine auf dem Katharinenberg

### Nachbargemeinden
|                     | Röslau                                      | Höchstädt    |
| Tröstau             | Kompassrose, die auf Nachbargemeinden zeigt | Thiersheim   |
| Tröstauer Forst-Ost | Bad Alexandersbad                           | Marktredwitz |

### Gemeindegliederung
Die Gemeinde Wunsiedel hat 30 Gemeindeteile (in Klammern ist der Siedlungstyp angegeben):
- Bernstein (Pfarrdorf)
- Breitenbrunn (Dorf)
- Fleißenhammer (Weiler)
- Furthammer (Dorf)
- Göpfersgrün (Dorf)
- Göringsreuth (Weiler)
- Hauenreuth (Dorf)
- Hildenbach (Dorf)
- Hildenmühle (Einöde)
- Holenbrunn (Pfarrdorf)
- Johanneszeche (Dorf)
- Juliushammer (Einöde)
- Klause (Einöde)
- Kösseinehaus (Einöde)
- Krohenhammer (Weiler)
- Luisenburg (Einöde)
- Schneckenhammer (Einöde)
- Schneckenmühle (Einöde)
- Schönbrunn (Pfarrdorf)
- Schönlind (Weiler)
- Sinatengrün (Dorf)
- Stemmasgrün (Weiler)
- Stollenmühle (Einöde)
- Valetsberg (Weiler)
- Walkmühle (Einöde)
- Wiesenmühle (Einöde)
- Wintersberg (Weiler)
- Wintersreuth (Dorf)
- Wunsiedel
- Ziegelhütte (Einöde)

Die Gemeindeteile Schönbrunn und Holenbrunn sind deutlich größer als die anderen. Schönbrunn mit Furthammer und vor allem Holenbrunn grenzen nahezu direkt an die Kernstadt an.

## Geschichte

### Geschichte bis 1890

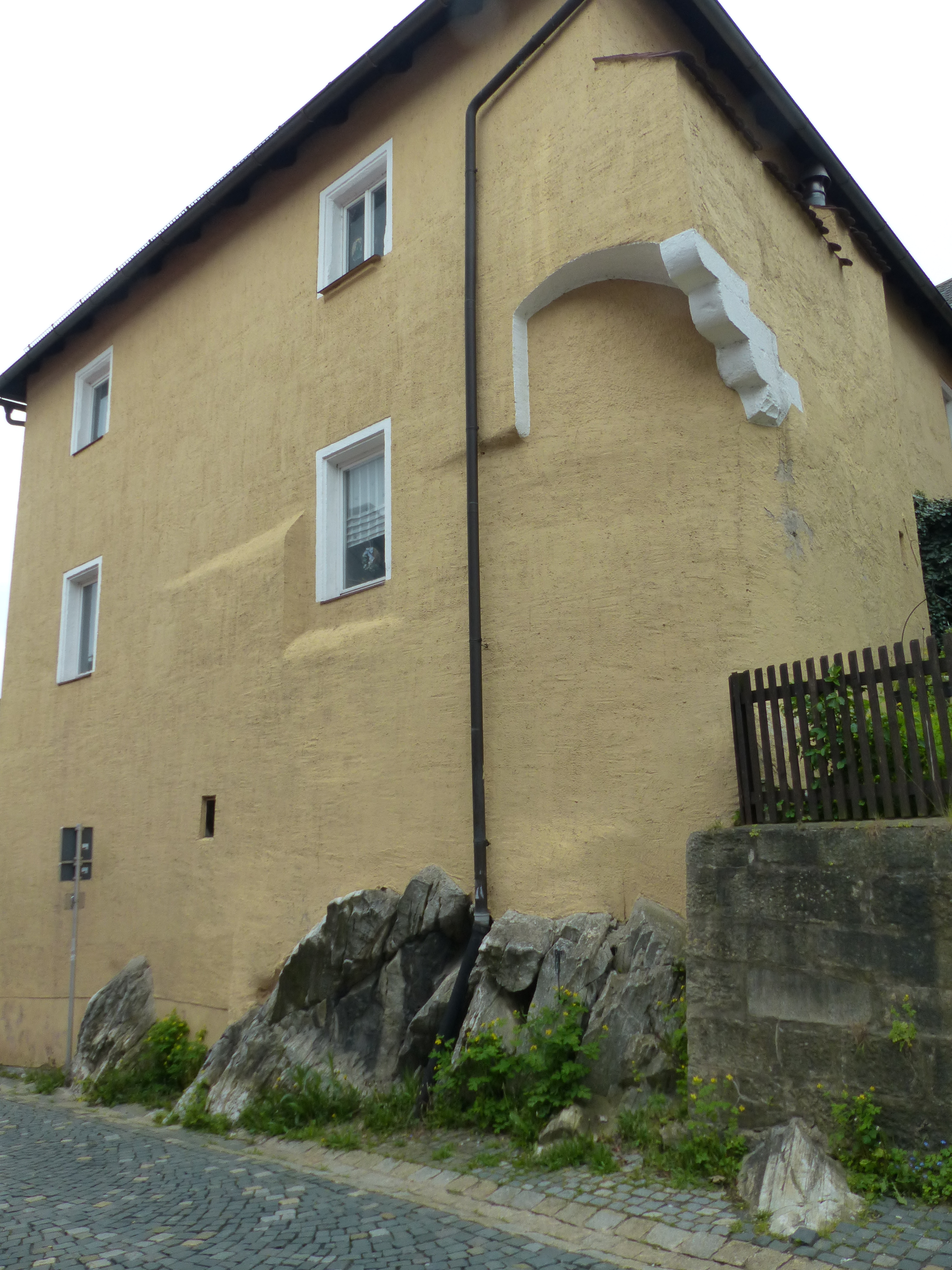
Überreste der Burg Wunsiedel in der Altstadt

Das innere Fichtelgebirge, in dem Wunsiedel liegt, wurde ab dem 11. Jahrhundert durch Bajuwaren im Zuge der bayerischen Siedlungswelle der Markgrafen von Vohburg besiedelt. Es gehörte damit zum Nordgau des damaligen Herzogtums Baiern und zur Regio Egere, dem Einflussbereich der Stadt Eger. Die bayerische Besiedlung der Gegend ist bis heute am nordbairischen Dialekt des später so bezeichneten Sechsämterlandes nachzuvollziehen.
Wunsiedel selbst wurde erstmals im Jahr 1163 als Sitz eines Ministerialen „Adelbertus de Wunsiedil“ urkundlich erwähnt. Der Ort bestand damals hauptsächlich aus der gleichnamigen Burg, die eine Furt durch die Röslau und die Wegkreuzung zweier Altstraßen absichern sollte. Im Jahr 1285 erwarb Burggraf Friedrich III. von Nürnberg die Lehnsherrschaft über die Burg Wunsiedel und in der Folge weitere Besitztümer im inneren Fichtelgebirge, sodass die Gegend aus dem bayerisch beherrschten Egerland herausgelöst wurde. Unter der nun hohenzollerischen Herrschaft der Burggrafschaft Nürnberg wurde Wunsiedel 1326 durch Burggraf Friedrich IV. das Stadtrecht verliehen, was 1328 durch Kaiser Ludwig den Bayern bestätigt wurde. Durch mehrere Teilungen und die Erhebung Nürnbergs zur Freien Reichstadt entwickelte sich im Laufe des 15. Jahrhunderts aus dem Burggrafentum Nürnberg das ebenfalls hohenzollerische Markgrafentum Bayreuth, zu dem Wunsiedel bis 1791 gehören sollte. Bereits aus der Frühphase der hohenzollerischen Zeit im 14. Jahrhundert stammt das noch heute geführte Wappen mit der Zollernvierung aus schwarzen und silbernen Quadraten sowie der Wunsiedler Initiale W.
In der Folgezeit der Übernahme durch die Burggrafen von Nürnberg entwickelte sich die Stadt zu einem Zentrum des Bergbaus im Fichtelgebirge. Bis etwa 1450 profitierte die Stadt vom Zinnbergbau und erlangte trotz ihrer ungünstigen Verkehrslage große wirtschaftliche Bedeutung in der Region. Dazu trug auch die Herstellung von Weißblech durch das ansässige Schmiedehandwerk bei, welches jedoch im Verlauf des 15. Jahrhunderts aufgrund der Hussitenkriege einbrach. Zwar konnten die Hussiten 1430 in der Schlacht am Katharinenberg vom Wunsiedler Hauptmann Hans von Kotzau geschlagen werden, jedoch ließ die wirtschaftliche Schwäche Wunsiedels eine spätere Eroberung möglich erscheinen. 1462 wurde entsprechend von Eger aus der Versuch unternommen, die Stadt Wunsiedel und das umliegende Gebiet wieder unter die Herrschaft der mittlerweile von der böhmischen Krone regierten Stadt Eger zu bringen. Jobst von Schirnding besiegte die Böhmen allerdings ebenfalls am Katharinenberg, sodass dieses Vorhaben misslang.
Die anhaltende Krise gipfelte während des Bauernkriegs 1525 schließlich in einem Aufstand der Wunsiedler Bevölkerung. Die wirtschaftliche Lage und die Unzufriedenheit der Bevölkerung konnten jedoch weder dadurch, noch durch die 1528 eingeführte Reformation verbessert werden. Die Bayreuther Markgrafen, besonders der ab 1588 amtierende Georg Friedrich, und der Wunsiedler Rat waren so gezwungen, die Situation für die Bürger zu verbessern. In der Folge wurden die Verkehrswege verbessert, es entstanden Bildungseinrichtungen wie etwa eine Lateinschule und es kam zu einem neuen wirtschaftlichen Aufschwung des Ortes. Ein verheerender Stadtbrand im Jahr 1607 und der Dreißigjährige Krieg beendeten diese Blütezeit allerdings wieder. Dem Krieg konnte die Stadt dank ihrer starken Befestigung zwar standhalten und sogar Bewohnern der Umgebung Zuflucht gewähren, häufige Truppendurchzüge mit Plünderungen sowie weitere Stadtbrände 1636, 1644 und 1646 brachten aber dennoch viel Leid für die Bevölkerung mit sich. Die wirtschaftliche Erholung erfolgte schleppend und wurde durch neuerliche Brände in den Jahren 1657 und 1731 immer wieder zurückgeworfen.
Der im Inneren des nach Osten geöffneten, hufeisenförmigen Fichtelgebirges liegende, und somit vom restlichen Territorium abgeschirmte, Teil des Markgrafentums Bayreuth war durch Verwaltungsreformen im 15. und 16. Jahrhundert in fünf Ämter aufgeteilt worden. Nach der Trennung der Ämter Wunsiedel und Hohenberg im Jahr 1504 waren mit Weißenstadt, Kirchenlamitz, Selb und Thierstein sechs Ämter entstanden, für die sich der Name Sechsämterland einbürgerte. Wunsiedel wurde 1613 zu dessen Hauptort und dem Wunsiedler Amtshauptmann waren die Amtmänner der anderen fünf Ämter unterstellt. Der Ort entwickelte sich zum Verwaltungssitz und viele akademisch gebildete Beamten siedelten sich mit ihren Familien in Wunsiedel an. Auch eine Superintendentur, ein Stadt- und Kreisarzt sowie die Lehrer der weiterhin bestehenden Lateinschule befanden sich in der Stadt. Dies führte insbesondere im 18. Jahrhundert zu einer Blütezeit des kulturellen Lebens in Wunsiedel, in deren Zuge 1790 das Felsenlabyrinth auf der Luisenburg als Landschaftsgarten erschlossen wurde und der Katharienenberg als Bürgerpark angelegt wurde.
Im Jahr 1792 verkaufte Markgraf Christian Friedrich Karl Alexander seine Fürstentümer Bayreuth und Ansbach und damit auch Wunsiedel an das ebenfalls hohenzollerisch regierte Königreich Preußen. Die preußische Herrschaft über Wunsiedel bewirkte durch eine zentralistische Verwaltungsreform ein Aufleben des Gewerbes, was durch die kurz danach beginnenden Napoleonischen Kriege aber nicht von Dauer war. Nach vierjähriger französischer Besatzung ab dem Jahr 1806 kam Wunsiedel schließlich 1810 nach über 500 Jahren wieder unter bayerische Herrschaft und wurde Teil des neu entstandenen Königreichs Bayern. Hier gehörte die Stadt zum Mainkreis, der ab 1817 Obermainkreis genannt wurde und 1837 in Oberfranken aufging. Auch in Bayern blieb Wunsiedel ein Verwaltungszentrum und wurde 1812 zum Sitz eines Landgerichts älterer Ordnung, welches 1862 mit den Landgerichten Kirchenlamitz und Thiersheim zum Bezirksamt Wunsiedel fusioniert wurde. Das Bezirksamt Wunsiedel (ab 1939 als Landkreis Wunsiedel bezeichnet) blieb in dieser Form bis zur bayerischen Gebietsreform 1972 bestehen.
In der Nacht vom 20. auf den 21. Oktober 1834 wurde Wunsiedel abermals von einem schweren Stadtbrand heimgesucht, der die Stadt bis auf die Stadtkirche und die Häuser nördlich der Maximilianstraße komplett vernichtete. Anstelle der mittelalterlichen Gassen wurden in der Folge gerade Straßen wie die heutige Ludwig- und Theresienstraße angelegt und ein repräsentativer Marktplatz geschaffen. Das entstandene klassizistische Stadtbild ist bis heute charakteristisch für die Stadt.
Die neuerliche Zugehörigkeit zu Bayern führte dazu, dass nach fast 300 Jahren ab etwa 1840 wieder Katholiken in die seit 1528 reformierte Stadt kamen. Nachdem die Wunsiedler Katholiken einige Jahre von der Pfarrei Marktredwitz betreut worden waren, wurde zwischen 1883 und 1884 auf Betreiben des Regensburger Bischofs Ignatius von Senestrey die Pfarrkirche Zu den Zwölf Aposteln im Westen der Stadt erbaut und geweiht. Mit der Eingliederung in das Bistum Regensburg wurde an die alte Zugehörigkeit der Region zu diesem Bistum und zum bayerischen Nordgau erinnert und diese neu belebt. Die katholische Gemeinde wuchs in der Folgezeit und besonders durch die Flüchtlinge nach dem Zweiten Weltkrieg auf über 5000 Mitglieder an.
Trotz großer Bemühungen gelang es aufgrund der geographischen Schwierigkeiten des steilen Wunsiedler Tals nicht, die Stadt an die 1877 in Betrieb genommene Bahnlinie Hof-Regensburg anzuschließen. Lediglich eine ebenfalls 1877 erbaute Stichbahn vom Bahnhof des nahegelegenen Holenbrunn ermöglichte der Stadt einen Bahnanschluss. Da die schlechte Verkehrsanbindung also weiter erhalten blieb, bemühte sich Wunsiedel im 19. Jahrhundert, den Fremdenverkehr als Wirtschaftsfaktor in der Region zu etablieren. So wurde 1878 mit der Sektion Fichtelgebirge des Deutsch-Österreichischen Alpenvereins der Vorläufer des heutigen Fichtelgebirgsvereins in Wunsiedel gegründet, der sich die Erschließung des Fichtelgebirges für Wanderer zur Aufgabe machte. Zur 100-Jahr-Feier der Erschließung des Felsenlabyrinths Luisenburg wurde zudem im Jahr 1890 ein Bergfestspiel im Felsenlabyrinth aufgeführt, das sich schnell etablierte und aus dem die Luisenburg-Festspiele erwuchsen, die heute rund 150.000 Besucher pro Jahr anziehen.

### Geschichte ab 1890
Ab etwa 1890 hielt die Industrialisierung in Wunsiedel Einzug, wie in vielen weiteren Orten der Region siedelten sich Porzellanfabriken an, hier allen voran die Firma Retsch im Jahre 1891. Auch die Textilindustrie und die steinverarbeitende Industrie wurden verstärkt in der Stadt ansässig, beispielsweise Buntweberei Weber & Ott und die Grasyma (vereinigte Fichtelgebirgs-Granit-, -Syenit- und Marmorwerke AG). Im Jahr 1913 wurde zudem die 1877 erbaute Nebenbahnlinie von Holenbrunn nach Wunsiedel bis nach Leupoldsdorf fortgesetzt. Diese Faktoren hatten für die Stadt einen wirtschaftlichen Aufschwung und einen deutlichen Anstieg der Einwohnerzahlen von 3770 im Jahr 1890 auf 5850 im Jahr 1910 zur Folge. Seine Vormachtstellung als größte Stadt im Fichtelgebirge verlor Wunsiedel in dieser Zeit aber dennoch an Selb und Marktredwitz.
Der Erste Weltkrieg sorgte in Wunsiedel insbesondere ab 1916 für eine immer schlechtere Versorgungslage, die durch zahlreiche Sommergäste noch verschlimmert wurde. Dies führte 1917 und 1918 zu mehreren Aufständen der ortsansässigen Bevölkerung, die im Wesentlichen die Vertreibung der Sommergäste zum Ziel hatten, um die Versorgung der Einheimischen zu gewährleisten. Unmittelbar vor Kriegsende forderte dann im Oktober 1918 eine schwere Grippewelle viele Tote im Stadtgebiet. Des Weiteren verlor die Stadt während des Krieges 140 Einwohner, die als Soldaten an den Fronten gefallen waren.
Im Jahr 1920 kam es in Wunsiedel zu einem weiteren Aufstand, diesmal durch Anhänger der USPD. Im Anschluss an die Ausrufung einer Räterepublik in Hof am 14. März besetzte ein Trupp von USPD-Anhängern die örtliche Polizeiwache und rief in den Wirtshäusern zum Straßenkampf gegen die alarmierte Einwohnerwehr auf. Erst nach langen Verhandlungen und dem Eintreffen des Freikorps Chiemgau, einer Truppe, die von der Reichswehr bei Unruhen eingesetzt wurde, endete der Ausnahmezustand in der Stadt.
Die folgenden 1920er Jahre brachten dem Ort steigende Übernachtungszahlen, die bald das Vorkriegsniveau erreicht hatten und durch gezielte Verschönerungsmaßnahmen im Stadtgebiet und am Katharinenberg gefördert wurden. Auch die Luisenburg-Festspiele wurden 1924 erstmals nach dem Ersten Weltkrieg wiederbelebt und mit professionellen Schauspielern sowie klassischem Theater in den Folgejahren sehr erfolgreich betrieben. Jedoch trafen die Inflation 1923 und die Weltwirtschaftskrise 1928 die Wirtschaft auch in Wunsiedel hart, sodass die Stadt zu Beginn der 1930er Jahre viele Arbeitslose zu versorgen hatte. Dies spiegelte sich in der politischen Stimmung in Wunsiedel wider. War die Wunsiedler Bevölkerung zu Beginn der Weimarer Republik noch stark der USPD und später insbesondere der Sozialdemokratie zugeneigt, entwickelte sich die NSDAP bereits bis 1932 zur stärksten Partei der Stadt. Verstärkt wurde diese Entwicklung durch die Verbindung der Familie von Adolf Hitlers Stellvertreter Rudolf Heß nach Wunsiedel, weshalb Heß bereits am 6. September 1933 zum Ehrenbürger der Stadt Wunsiedel erklärt wurde.
Am 5. März 1933, dem Tag der Reichstagswahl, wurden auf dem Marktplatz und an allen öffentlichen Gebäuden ab 18 Uhr durch die SA schwarz-weiß-rote und Hakenkreuzfahnen gehisst. Lediglich die Pfarrer der beiden christlichen Kirchen verweigerten die Beflaggung ihrer Gotteshäuser. Zudem wurden 35 Mitglieder von KPD und SPD als „Staatsfeinde“ ins Gefängnis gebracht. Dem ersten Transport in das Konzentrationslager Dachau gehörten am 24. März auch einige Wunsiedler an.
Vor der Reichspogromnacht am 9. November 1938 lebten in Wunsiedel nur noch zwei Juden, sie wurden unter Beschimpfungen ins Rathaus gebracht, körperlich misshandelt und anschließend inhaftiert. Beide überlebten den NS-Staat. Auch die beiden christlichen Geistlichen wurden in Rathaus getrieben, später jedoch wieder freigelassen. Ein in Wunsiedel ansässiger jüdischer Textilunternehmer hatte die Stadt mit seinen Kindern bereits vorher verlassen. Seine Ehefrau, die bei ihrer pflegebedürftigen Mutter zurückgeblieben war, kam im KZ Auschwitz ums Leben.
Vom Zweiten Weltkrieg blieb die Stadt weitestgehend verschont, lediglich Anfang 1945 kam es zu vereinzelten Fliegerangriffen, die jedoch nur leichte Schäden im Bahnhofsgebiet verursachten. Am 19. April 1945 marschierten amerikanische Truppen in Wunsiedel ein und beendeten für die Stadt den Krieg, nachdem eine Verteidigung und damit ein Beschuss der Stadt im letzten Moment durch den Bürgermeister verhindert werden konnte. Wunsiedel verzeichnete 244 gefallene, 250 gefangene und 198 vermisste Soldaten, mehrere Zwangsarbeiter hatten in der Zeit des Nationalsozialismus ihr Leben verloren. 48 Soldaten kehrten als Kriegsversehrte nach Wunsiedel zurück, 93 Mädchen und Jungen waren zu Waisenkindern geworden. In der Folgezeit stieg die Einwohnerzahl der Stadt verglichen mit dem Vorkriegszustand durch Flüchtlinge aus Schlesien und aus dem Sudetenland um knapp 3000 auf über 9000 an.
Im Jahr 1947 gelang es, an der damaligen Wunsiedler Realschule, dem heutigen Luisenburg-Gymnasium, eine siebte und achte Klasse einzuführen, sodass seitdem in Wunsiedel das Abitur abgelegt werden kann. Dies sowie die Eröffnung einer Handelsschule und der Sigmund-Wann-Realschule stärkte die Bildungsmöglichkeiten in Wunsiedel nachhaltig. Nach zehnjähriger Unterbrechung fanden 1951 zudem erstmals nach dem Zweiten Weltkrieg wieder Luisenburg-Festspiele statt.
Durch die Gebietsreform in Bayern 1972 wurde der Altlandkreis Wunsiedel zum neuen Landkreis Wunsiedel im Fichtelgebirge erweitert, der in seinen Grenzen in etwa dem alten Sechsämterland entspricht und dessen Kreisstadt Wunsiedel ist.
Seit dem Suizid von Hitlers Stellvertreter Rudolf Heß (17. August 1987) veranstalteten Neonazis einen jährlichen Rudolf-Heß-Gedenkmarsch zu seinem Grab in Wunsiedel. Von 1991 an war der Marsch einige Male verboten, die Teilnehmer missachteten die Verbote jedoch. Die Antifa mobilisierte bundesweit zu Gegenveranstaltungen, zu denen anfangs Tausende, 1997 noch rund 600 Personen kamen. 2004 erlaubten der Bayerische Verwaltungsgerichtshof und das Bundesverfassungsgericht die „Gedenkmärsche“. Daraufhin kamen 2004 rund 4500 Neonazis nach Wunsiedel. Dortige Bürgerinitiativen organisierten Gegendemonstrationen. 2005 verboten Bayerische Verwaltungsgerichte den Aufmarsch aufgrund einer neuen Fassung des Volksverhetzungsparagraphen; 2009 bestätigte das Bundesverfassungsgericht letztlich diese Urteile (Wunsiedel-Entscheidung). Am 23. September 2008 verlieh die Bundesregierung Wunsiedel auch für seinen Umgang mit dem Neonaziaufmarsch den Titel „Ort der Vielfalt“. Das Grab von Rudolf Heß wurde im Juli 2011 nach Ablauf des Pachtvertrages aufgelöst, der Leichnam exhumiert, verbrannt und seine Asche zerstreut, um die Pilgerfahrten von Neonazis zu beenden.
Gleichwohl setzten diese ihre jährlichen Aufmärsche in Wunsiedel fort, seither als „Heldengedenken“ zum Volkstrauertag, organisiert durch die rechtsradikale Kleinpartei Der III. Weg. Für den 15. November 2014 verwandelten die Bewohner von Wunsiedel einen solchen Aufmarsch in den „unfreiwilligsten Spendenlauf Deutschlands“: Unter dem Motto Rechts gegen Rechts wurde die Laufstrecke mit satirisch bedruckten bunten Bannern geschmückt und von Unterstützern aus der Region für jeden gelaufenen Meter 10 Euro an Exit Deutschland gespendet. Am Zielort wurden „Siegerurkunden“ an die Teilnehmer vergeben, auf denen ihnen Exit Hilfe beim Ausstieg aus der rechten Szene anbot.
Im Jahr 2018 wurde anlässlich des 28. Jahrestages der deutschen Wiedervereinigung das Baumdenkmal für die Deutsche Einheit im Bahnhofspark nordwestlich des Busbahnhofs gepflanzt und am 3. Oktober mit dem seit 2008 geplanten Bahnhofspark eingeweiht. Zum Denkmals-Ensemble gehören zwei Bänke, ein Brunnenstein und ein Schild.
Am 7. Juli 2024 fand der Tag der Franken in Wunsiedel statt mit dem Festakt auf der Luisenburg und einem Stadtfest in der Innenstadt.

### Eingemeindungen
Im Zuge der Gebietsreform in Bayern wurde am 1. Januar 1975 die Gemeinde Schönbrunn eingegliedert. Am 1. Januar 1978 kamen die ebenfalls selbständigen Gemeinden Bernstein, Hildenbach und Holenbrunn hinzu.

## Bevölkerung

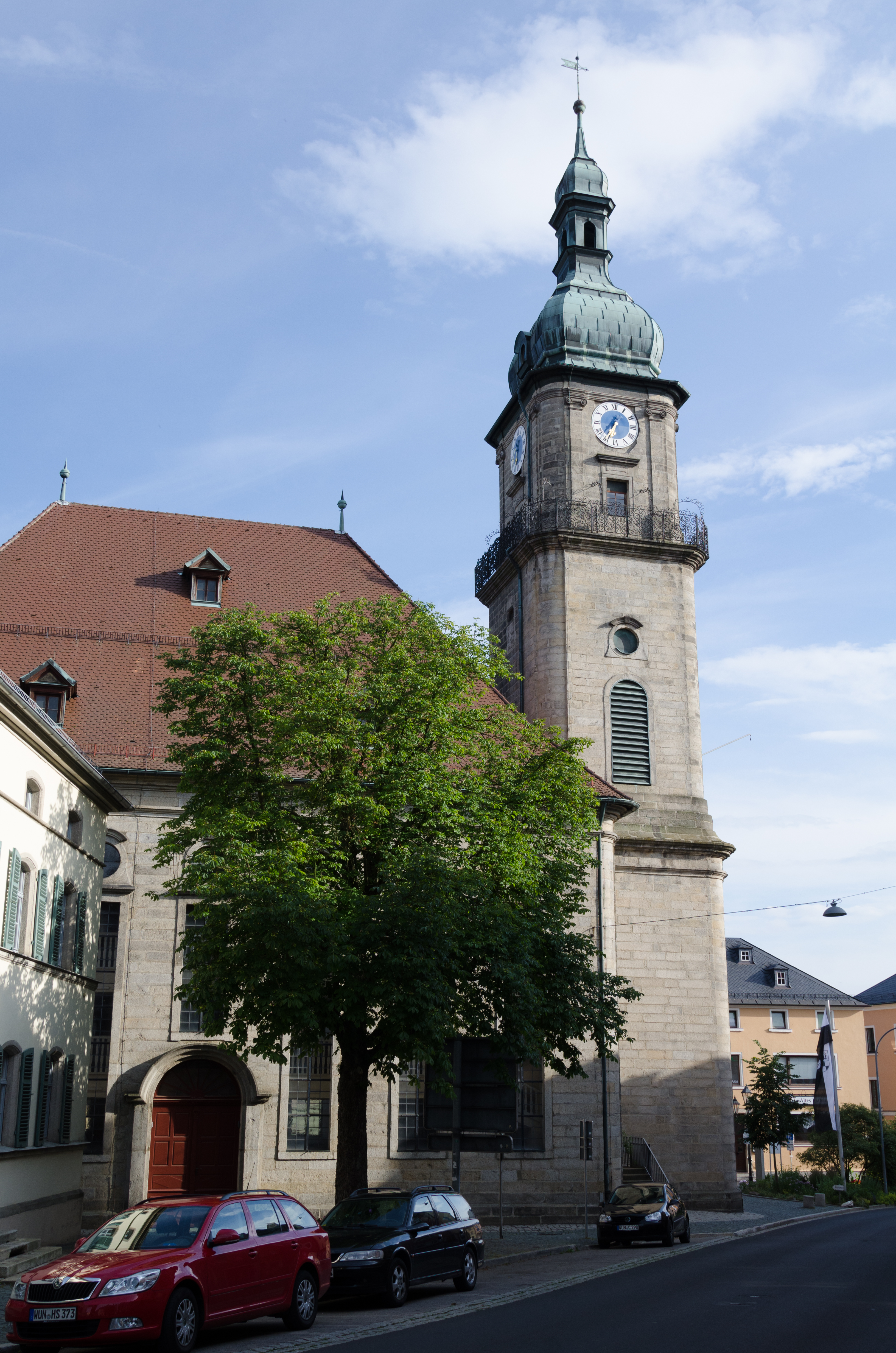
Evangelische Stadtkirche St. Veit in Wunsiedel

### Bevölkerungsentwicklung
| Jahr      | 1840  | 1871  | 1900  | 1925  | 1939  | 1950   | 1961   | 1970   | 1987  | 2011  | 2020  |
| Einwohner | 5.861 | 5.734 | 7.281 | 8.527 | 8.810 | 12.617 | 12.259 | 11.358 | 9.808 | 9.555 | 9.252 |

Zwischen 1988 und 2018 sank die Einwohnerzahl von 9808 auf 9259 um 542 bzw. um 5,5 %.

### Religionen
Im Jahr 1987 waren 2960 Personen, bzw. 30,2 % der Wunsiedler Bevölkerung Katholiken, während 65,9 %, bzw. 6464 Personen evangelisch waren. Bis 2011 nahm sowohl die Anzahl der Mitglieder als auch der Anteil an der Bevölkerung bei beiden christlichen Konfessionen ab, jedoch war die evangelische Kirche in stärkerem Umfang von diesem Rückgang betroffen. Zu ihr bekannten sich 2011 5360 Wunsiedler, bzw. 56,1 %. Die katholische Kirche hatte in Wunsiedel 2011 noch 2666 Mitglieder, bzw. 27,9 %.

## Politik

### Stadtrat
Die Kommunalwahlen seit 2002 führten zu den folgenden Sitzverteilungen im Stadtrat:
| Partei/Liste                          | 2002 | 2008 | 2014 | 2020 |
| ------------------------------------- | ---- | ---- | ---- | ---- |
| CSU                                   | 13   | 11   | 7    | 81   |
| SPD                                   | 7    | 5    | 4    | 3    |
| Bündnis 90/Die Grünen                 | 1    | 1    | 1    | 2    |
| Freie Wähler                          | –    | 3    | 2    | 2    |
| Aktive Bürger                         | –    | 3    | 4    | 3    |
| Bunte Liste Wunsiedel                 | –    | 1    | 2    | 1    |
| Wählergemeinschaft e. V./Freie Bürger | 3    | –    | –    | –    |
| AfD                                   | –    | –    | –    | 12   |
| Gesamt                                | 24   | 24   | 20   | 20   |

Fußnoten:

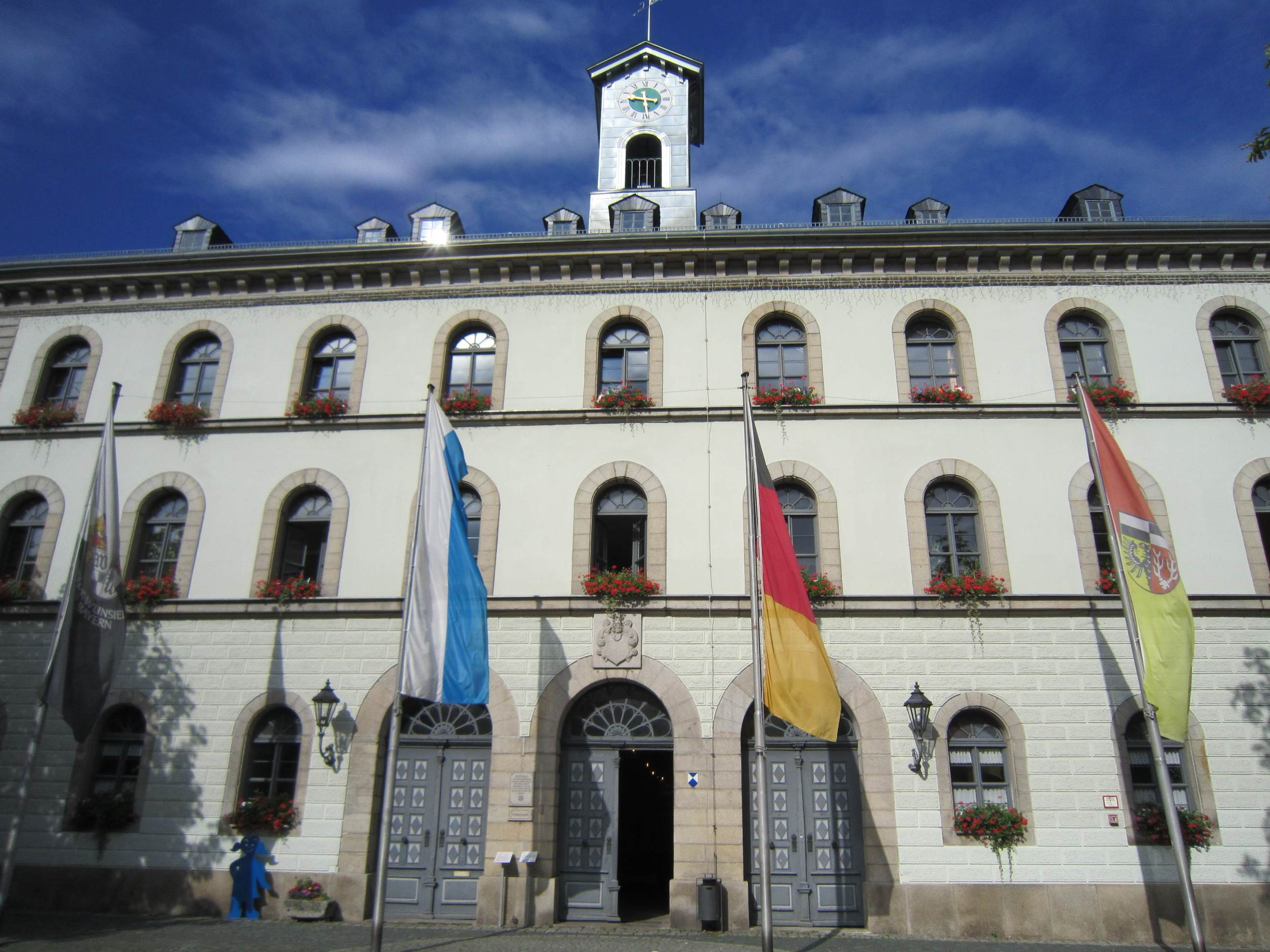
Rathaus Wunsiedel

1: Austritt eines Stadtratsmitglieds aus der CSU im Januar 2022, seither als fraktionsloses Mitglied im Stadtrat
2: Austritt des Stadtratsmitglieds aus der AfD im November 2021, seither als fraktionsloses Mitglied im Stadtrat

### Erste Bürgermeister

#### Bis 1945
- Johann Jahn, Nagelschmiedmeister: 1818 bis 1824
- Johann Christoph Friedrich Riedel, Landarzt: 1824 bis 1828
- Heinrich Brandenburg, Fabrikbesitzer: 1828 bis 1833
- Georg Wilhem Meinel, Kaufmann: 1834 bis 1848
- Christoph Friedrich Landgraf, Jurist: 1848 bis 1867
- Heinrich Brandenburg, Kaufmann: 1870 bis 1894
- August Heß, Kaufmann: 1894 bis 1912
- Heinrich Schippel, Jurist (ab 1933: NSDAP): 1913 bis 1938
- Dr. Gottfried Drescher (NSDAP): 1938 bis 1945

#### Ab 1945
- Georg Herrmann: 1945 bis 1946 (kommissarisch)
- Georg Meyer (CSU): 1946 bis 1956
- Albert Müller (parteilos): 1956 bis †1973
- Karl Walter (CSU): 1973 bis 1990
- Otto Rothe (SPD)[44]: 1990 bis 2002
- Karl-Willi Beck (CSU): 2002 bis 2020
- Nicolas Lahovnik (CSU)[45]: seit 2020

Am 15. März 2020 wurde Nicolas Lahovnik (CSU) im ersten Wahlgang bei vier Gegenkandidaten mit 62,3 Prozent zum neuen Ersten Bürgermeister der Festspielstadt Wunsiedel gewählt. Er trat sein Amt zum 1. Mai 2020 an.

### Wappen
|                                                   | Blasonierung: „Geviert; 1 und 4: in Silber der schwarze Großbuchstabe W; 2 und 3: wieder geviert von Silber und Schwarz.“ |
| Das Wappen wird seit dem 14. Jahrhundert geführt. | |

### Städtepartnerschaften
Wunsiedel pflegt Partnerschaften mit folgenden Städten:
- Mende, Frankreich (1980)
- Schwarzenberg, Sachsen / Deutschland (1990)
- Volterra, Italien (2006)
- Ostrov, Tschechien (2009)
- Łapy, Polen (2014)[47]

## Kultur und Sehenswürdigkeiten

### Lokale Kultur und Dialekt
Wunsiedel ist das Zentrum des Sechsämterlandes, eines historischen Verwaltungsgebiets, dessen Grenzen in etwa den Grenzen des heutigen Landkreises Wunsiedel entsprechen. Die Kultur der Gegend wurde durch das benachbarte Böhmen geprägt, weshalb es viele kulturelle Gemeinsamkeiten mit dem angrenzenden Egerland und dem Stiftland gibt. Auch die Mundart der Stadt und der Region ist trotz der Zugehörigkeit zu Oberfranken von der Oberpfalz geprägt, man spricht einen nordbairischen Dialekt.
Die fränkische Bierstraße verläuft durch die Stadt Wunsiedel, in der durch die Nähe zur Oberpfalz die Kultur des Zoigl-Bieres verbreitet ist. Zudem haben sich trotz der geringen Größe der Stadt zwei Brauereien erhalten, die Hönicka-Bräu in der Kernstadt und die Lang-Bräu im Ortsteil Schönbrunn.

### Kulturelle Veranstaltungen

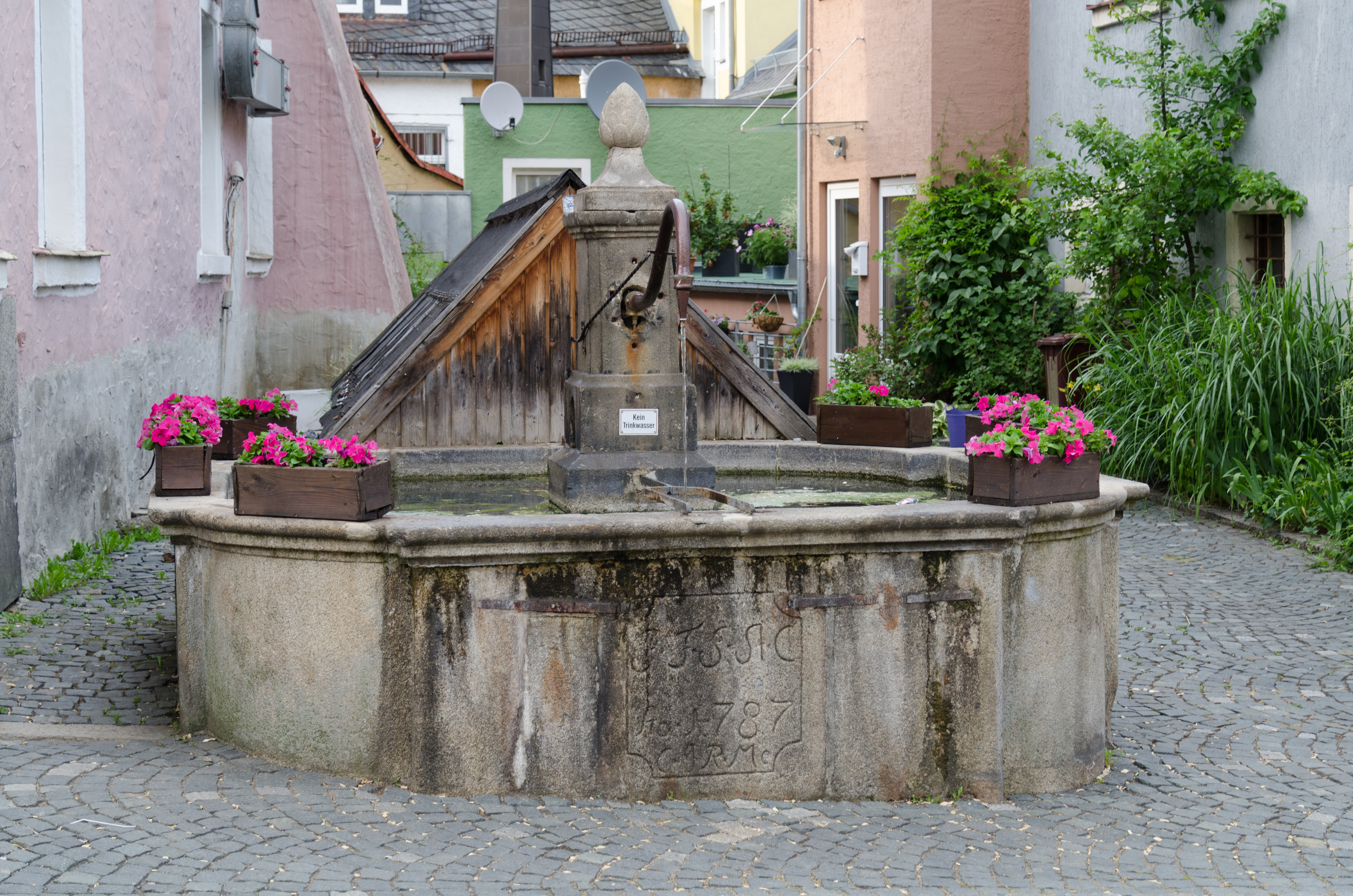
Ungeschmückter Brunnen in der Koppetentorstraße

Alljährlich am Samstag vor Johanni (24. Juni) findet das Wunsiedler Brunnenfest statt. Es geht der Legende nach auf einen außergewöhnlich trockenen Sommer im 18. Jahrhundert zurück, der die Brunnen im Stadtgebiet versiegen ließ. Als sie wieder Wasser führten, wurden sie von den Bürgern aus Dankbarkeit geschmückt und verziert – seitdem ein jährliches Ritual. Traditionell ziehen dabei Musikantengruppen von Brunnen zu Brunnen und spielen ihre Ständchen. Die Besucher folgen den Musikanten oder wandern selbst die Brunnen ab. In den letzten Jahren sind weitere Attraktionen hinzugekommen, wie ein Flohmarkt, Livemusik von verschiedenen Gruppen und Essensstände zur Verköstigung.
Seit 1833 ist das Fest belegt, sein genaues Entstehungsjahr jedoch unbekannt. Im Jahr 2016 wurde das Wunsiedler Brunnenfest zum immateriellen Kulturerbe der UNESCO erhoben.
Seit 1890 finden auf der Luisenburg bei Wunsiedel jedes Jahr von Mai bis September die Luisenburg-Festspiele statt (siehe Hauptartikel Luisenburg-Festspiele). Es handelt sich dabei um ein Freilichttheater vor der Kulisse des Felsenlabyrinths. Sie werden seit 1914 von professionellen Schauspielern gestaltet und umfassen neben Eigenproduktionen auch Oper- und Operettengastspiele sowie Konzerte. Jährlich kommen bis zu 150.000 Besucher zu den Festspielen, die somit zu den erfolgreichsten Naturbühnen in Deutschland zählen. Wunsiedel zählt durch die Luisenburg-Festspiele neben Bad Hersfeld oder Rathen zu den Zehn deutschen Festspielorten.

#### Weitere regelmäßige Veranstaltungen
- Volks- und Wiesenfest auf dem städtischen Festplatz, jeweils von Freitag bis Dienstag in der ersten Juliwoche
- Wunsiedler Kultnacht, am zweiten Samstag im Mai
- Museumsfest im Fichtelgebirgsmuseum, am zweiten Sonntag im September
- Wunsiedler Kneipennacht, Anfang November
- Collis Clamat (Großes mittelalterliches Ereignis), Katharinenberg
- Wunstock Festival (Open-Air-Festival für Sub-Kulturen), meist Mitte September

### Museen
- Das Fichtelgebirgsmuseum ist das größte bayerische Regionalmuseum mit umfangreicher Gesteins- und Mineraliensammlung.
- Im Deutschen Natursteinarchiv befindet sich mit 5500 Musterplatten von Naturwerksteinen aus aller Welt die weltweit größte einschlägige Sammlung.

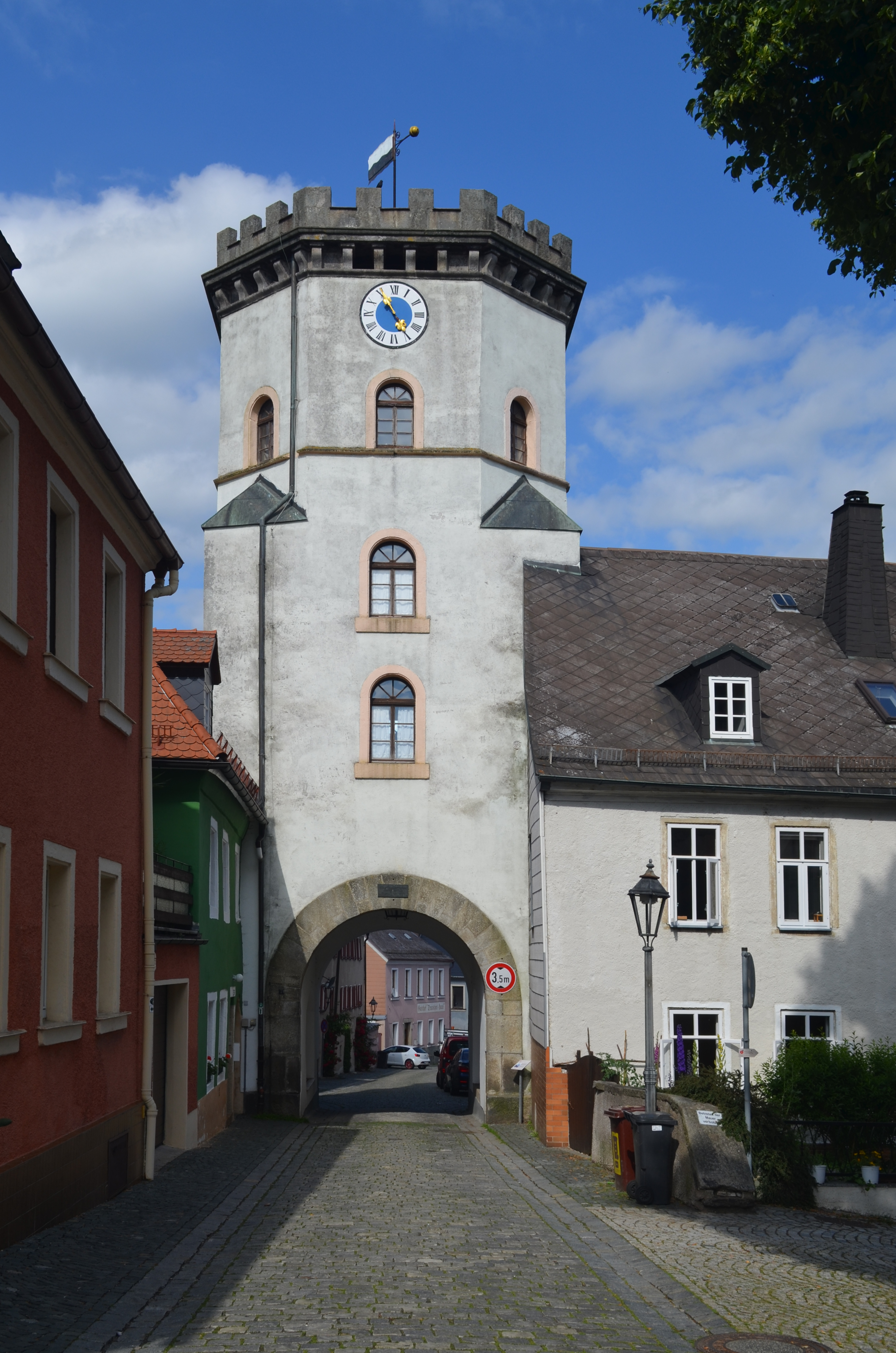
Koppetentor (2018)

### Bauwerke
- Stadtpfarrkirche St. Veit
- Spitalkirche St. Maria

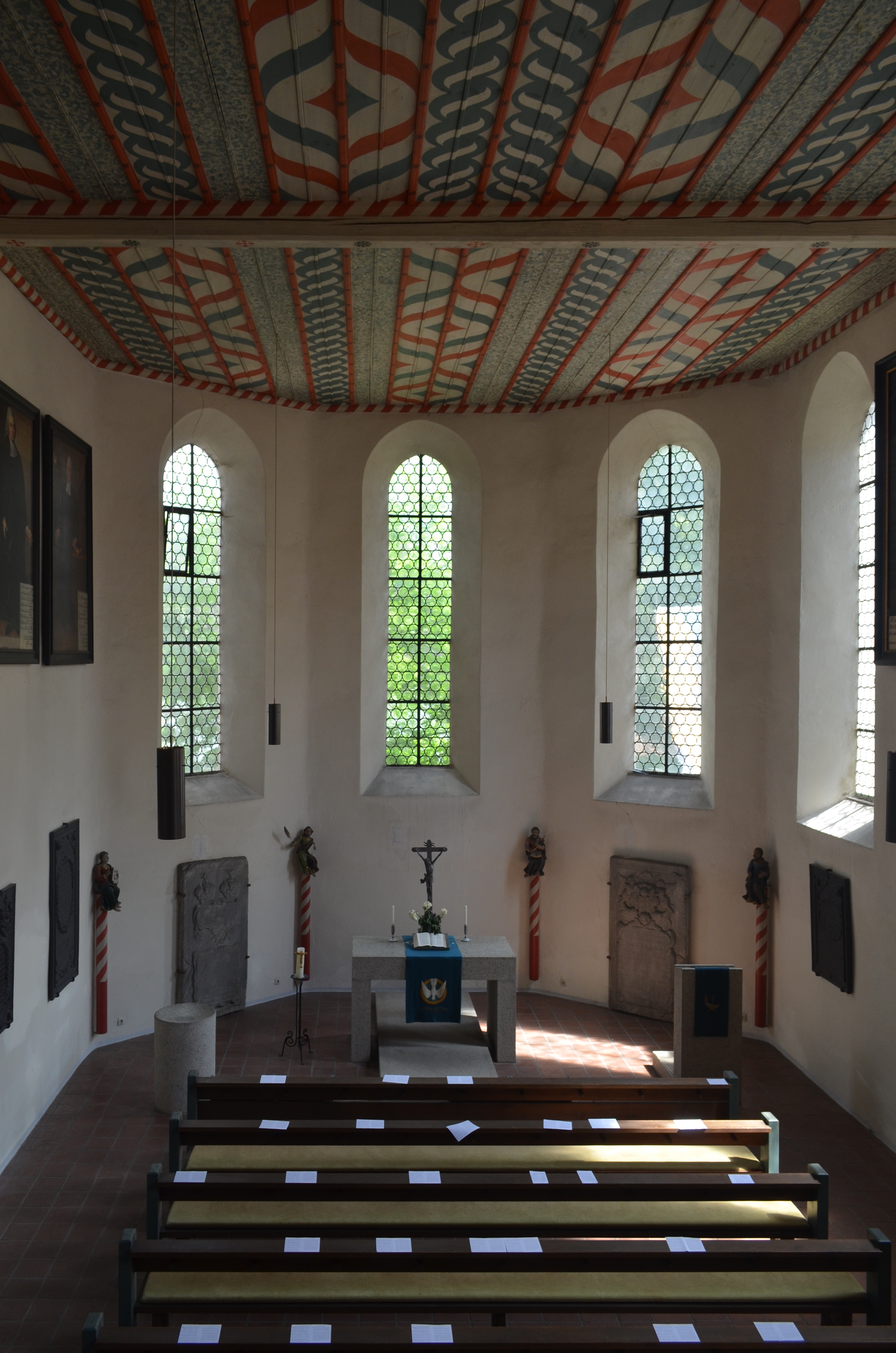
Spitalkirche

- Katholische Pfarrkirche Zu den Zwölf Aposteln
- Friedhofskirche zur Heiligen Dreifaltigkeit
- Die Kirchenruine St. Katharina auf dem Katharinenberg ist das älteste Baudenkmal der Stadt.
- Das Rathaus wurde von 1835 bis 1837 erbaut.
- Das Koppetentor, einzig erhaltenes Tor der ehemaligen Stadtbefestigung, wurde 1471 errichtet.
- Jean-Paul-Geburtshaus (ehemaliges Schulhaus) mit Jean-Paul-Büste von Ludwig Schwanthaler
- Schloss Bernstein
- Historische Milchgruben im Ortsteil Schönbrunn[57]
- Standorte ehemaliger Burganlagen (Turmhügelanlagen) in den Ortsteilen Schönbrunn und Schönlind

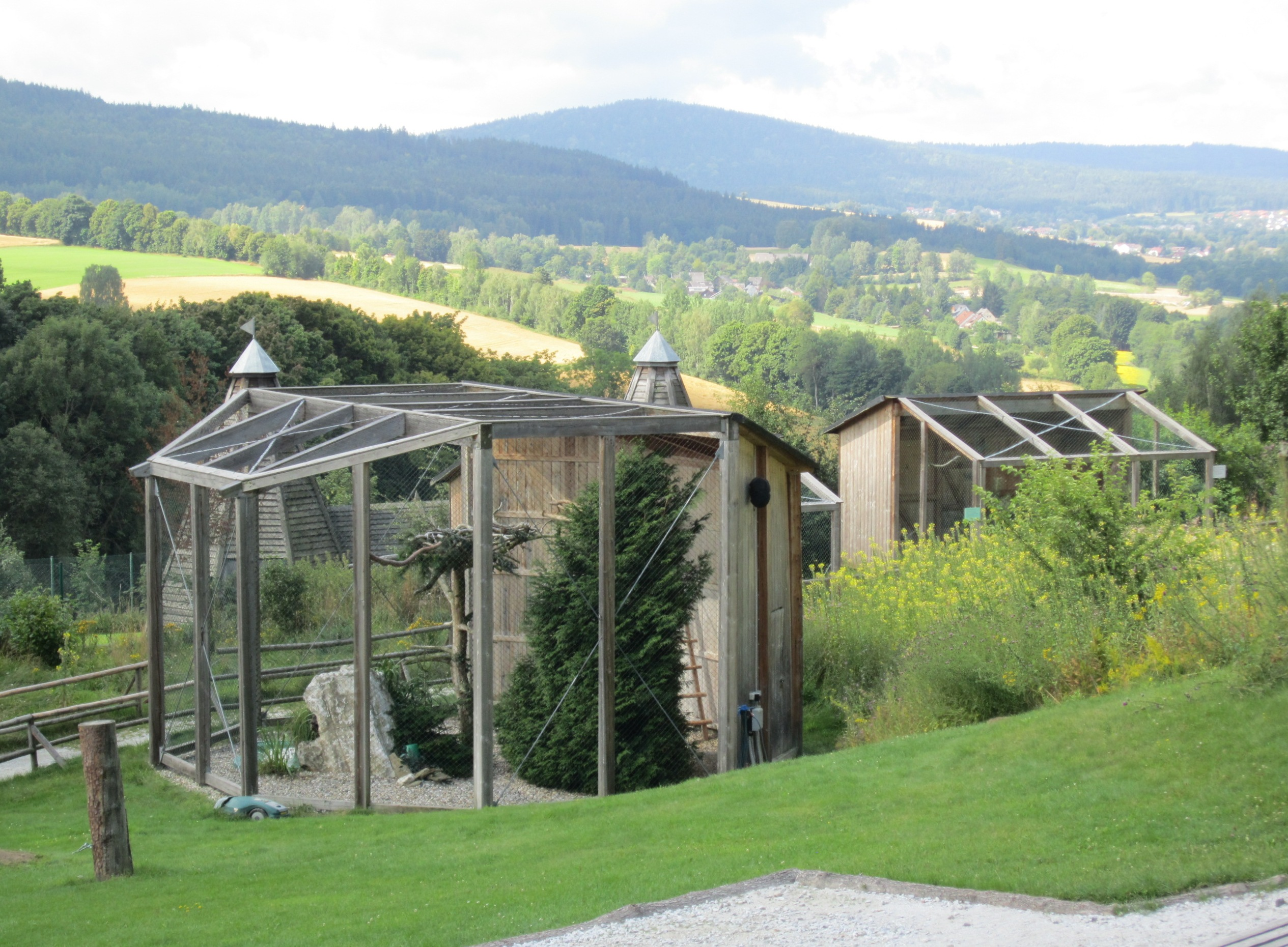
Greifvogelpark auf dem Katharinenberg

### Wunsiedel in der Literatur
- Jean Paul (Johann Paul Friedrich Richter), geboren 21. März 1763 in Wunsiedel, gestorben 14. November 1825 in Bayreuth, deutscher Schriftsteller und Dichter. Seine Geburtsstadt findet in mehreren seiner Werke Erwähnung. In seiner „Selberlebensbeschreibung“ schreibt er: „Ich bin gern in dir geboren, Städtchen am langen hohen Gebirge, dessen Gipfel wie Adlerhäupter zu uns niedersehen! – Deinen Bergthron hast du verschönert durch die Thronstufen zu ihm; und deine Heilquelle gibt die Kraft – nicht dir, sondern dem Kranken, hinaufzusteigen zum Thronhimmel über sich und zum Beherrschen der weiten Dörfer- und Länderebene. – Ich bin gern in dir geboren, kleine, aber gute lichte Stadt!“
- „Wunsiedel“: Roman von Michael Buselmeier (Heidelberg, 2011, Verlag Wunderhorn. ISBN 978-3-8842336-2-7). Schauplatz ist Wunsiedel.[58]
- „Im Schnee“: Roman von Tommie Goerz (Heidelberg, 2025, Verlag Wunderhorn. ISBN 978-3-4920734-8-6). Schauplatz ist der Landkreis Wunsiedel.[59]
- Luisenburg-Festspiele auf einer Freilicht-Naturbühne unmittelbar neben dem Luisenburg-Felsenlabyrinth bei Wunsiedel. Alljährlich im Sommer. Jährlich wechselndes Programm aus klassischen und modernen Dramen.

### Parks
- Luisenburg-Felsenlabyrinth, bürgerlicher Landschaftsgarten und nationales Geotop
- Bürgerpark Katharinenberg mit Rotwildgehege und Greifvogelpark mit Falknerei
- Der Eisweiher ist ein künstlich angelegter Weiher, der von einem Park umgeben ist. Durch diesen fließt die Röslau und der Mühlbach. Im Sommer werden Ruder- und Tretboote verliehen, es gibt einen Kiosk und eine Minigolfanlage.
- Auf dem Friedhof, auf dem auch Rudolf Heß bis Juli 2011 bestattet war, befinden sich Einzel- und Reihengräber von dreißig KZ-Insassen, die bei einem der Todesmärsche am 15. April 1945 von SS-Wachmannschaften ermordet wurden.[60][61]
- Der Bahnhofspark nördlich Am Bahnhof entstand zwischen 2008 und 2018 aus altem Bahngelände mit nicht mehr genutzten Gleisen. Das Gelände ist im Anklang an die ehemalige Nutzung und an die Nähe des Bahnhofs in sogenannte „Waggons“ unterteilt, die Spielplätze und Veranstaltungsflächen enthalten. Jede Fläche ist einer Partnerstadt gewidmet.[31][32]

### Baumdenkmal
Das Baumdenkmal für die Deutsche Einheit befindet sich im Bahnhofspark nordwestlich des Busbahnhofsparks. Zum Denkmals-Ensemble gehören zwei Bänke, ein Brunnenstein und ein Schild.

### Sport
Neben der Fichtelgebirgshalle und dem Fichtelgebirgsstadion gibt es das städtische Freibad mit Sauna und das Hallenbad. Auf dem Katharinenberg steht eine moderne Jugendherberge. In der Hornschuchstraße befindet sich ein in städtischer Regie geführtes renoviertes Jugendzentrum. Zur Naherholung dient das Freizeitgelände um den Sportteich (Freibad mit Wasserrutsche, Natursauna, Minigolf, Kegeln, Tretbootfahren und Tennis). Neben den Sportanlagen der Vereine gibt es verschiedene Kinderspielplätze. Am 21. Dezember 2009 wurde im Gebäude der ehemaligen Zuckerfabrik die höchste Kletteranlage Nordbayerns eröffnet (Zuckerhut).
Wunsiedel ist Ausgangsort für Wanderungen in das gesamte Fichtelgebirge. Durch die Kreisstadt verlaufen der Jean-Paul-Weg, der Höhenweg und der Röslaweg. Es besteht ein Anschlussweg zum Weitwanderweg Fränkischer Gebirgsweg auf der Luisenburg. In der Stadtmitte beginnen der Königin-Luise-Rundweg, der Landschaftslehrpfad und verschiedene Rundwanderwege. Durch die Stadt führt der Brückenradweg Bayern-Böhmen, der östlich zum tschechischen Asch und westlich über Bischofsgrün zum Main-Radweg führt. Auf dem ehemaligen Bahnhofsgelände direkt am Brückenradweg wurde ein Freizeitgelände mit Kinderspielplatz, Seniorenfitnessplatz, Boulebahn usw. geschaffen. Dort wurde am 3. Oktober 2015 das Wiedervereinigungsdenkmal „Drei Bäume für die Einheit“ zum 25. Jahrestag der deutschen Wiedervereinigung eingeweiht.
- Handball

Der VfL Wunsiedel nimmt in der Spielgemeinschaft HSG Fichtelgebirge mit Männermannschaften, Damenteams und Nachwuchsmannschaften am Spielbetrieb des Bayerischen Handballverbandes (BHV) teil. Die größten Erfolge der Wunsiedler Handballer waren bisher neben dem Aufstieg in die 3. Liga 1977 noch drei Nordbayerische Meisterschaften. Im Februar 2018 erzielte Konstantin Burger von der HSG Fichtelgebirge das Tor des Monats.

## Wirtschaft und Infrastruktur
Die Wirtschaft der Stadt Wunsiedel ist durch die Chemie- (Farbenwerke, Dronco), Bekleidungs-, Porzellan-, Glas-, Verpackungs-, Steinverarbeitungs- und Bauindustrie geprägt. Außerdem haben einige Autohäuser dort ihren Sitz. Zwei Brauereien sowie diverse Handwerksbetriebe sind in Wunsiedel beheimatet. Insbesondere im Dienstleistungsgewerbe sind viele Beschäftigte tätig. Ein beliebtes Exportprodukt ist der Kräuterlikör Sechsämtertropfen. Im Gemeindegebiet wird der Wunsiedler Marmor abgebaut. Durch den massiven Umbau des Energienetzes auf erneuerbare Energien durch die Stadtwerke Wunsiedel entstanden Arbeitsplätze in der Umwelttechnologie.
Unter der Federführung des stadteigenen Energieversorgers, der SWW Wunsiedel GmbH, wird in der Region Fichtelgebirge Schritt für Schritt das Leuchtturmprojekt Smart Energy City WUNsiedel realisiert. Bis 2030 soll aus dem Versorgungsgebiet der Stadtwerke Wunsiedel ein unabhängiges, energie-autarkes System gemacht werden, das voll auf erneuerbare Energien baut. Die Grundlage des Wunsiedler Wegs ist die Sektorkopplung. Dabei wird das Ziel verfolgt, Energie zukünftig aus rein erneuerbaren Quellen zu gewinnen.
Weiterhin wurde zur Versorgung der Region Nordbayern mit ausschließlich aus erneuerbaren Energien erzeugtem Wasserstoff im Energie-Park in Wunsiedel eine Anlage mit Modellcharakter errichtet, die in der ersten Ausbaustufe eine Leistung von sechs Megawatt hatte, die auf 8,5 Megawatt erweitert wurde mit einer jährlichen Erzeugung von bis zu 1.350 Tonnen Wasserstoff für Anwendungen in der Mobilität und der Industrie. Die Inbetriebnahme des Elektrolyseurs (eines Silyzer 300) fand am 14. September 2022 statt.
Von 2021 bis 2025 ist Wunsiedel durch das Projekt ESCdigital der Deutschen Energie-Agentur (dena) bundesweite Modellregion für Energy Sharing.

### Verkehr

#### Straße
Zwei Kilometer südlich von Wunsiedel führt die B 303 vorbei, die bei Bad Berneck in die A 9 München – Berlin einmündet (Ost-West-Verbindung zwischen Tschechischer Republik und A 9). In Nord-Süd-Richtung verläuft die neue A 93 Hof – Regensburg, Ausfahrt Wunsiedel, oder die Staatsstraße 2177 Hof – Wunsiedel.

#### Schienenverkehr und ÖPNV
Der nächste Bahnhof Wunsiedel–Holenbrunn befindet sich im Wunsiedler Gemeindeteil Holenbrunn (ca. drei Kilometer). Der nächste Bahnhof von überregionaler Bedeutung befindet sich in Marktredwitz (Hauptlinien München – Regensburg – Hof – Nürnberg – Prag). Busverbindungen gehen ab Busbahnhof Wunsiedel in alle Richtungen (Hof – Marktredwitz – Selb – Arzberg). In Wunsiedel gibt es zudem noch einen Bürgerbus. Für die Mobilität in der Zukunft gibt es den Plan, einen autonom fahrenden Elektrobus einzusetzen.

#### Flugverkehr
Internationaler Flugverkehr ab Nürnberg (ca. 130 km), Leipzig-Halle, Erfurt, München, Frankfurt, Prag und Karlsbad (Tschechische Republik) (ca. 75 km), insbesondere für Flüge nach Russland. Für den nationalen Flugverkehr steht der Verkehrslandeplatz Hof-Plauen (ca. 40 km) zur Verfügung.

#### Radwege
Früher gab es die Eisenbahn-Nebenstrecken Holenbrunn – Wunsiedel – Tröstau – Leupoldsdorf sowie Holenbrunn – Selb. Diese Strecken wurden inzwischen stillgelegt; die Trasse wird in beiden Fällen größtenteils als Fahrradweg genutzt.

### Öffentliche Einrichtungen

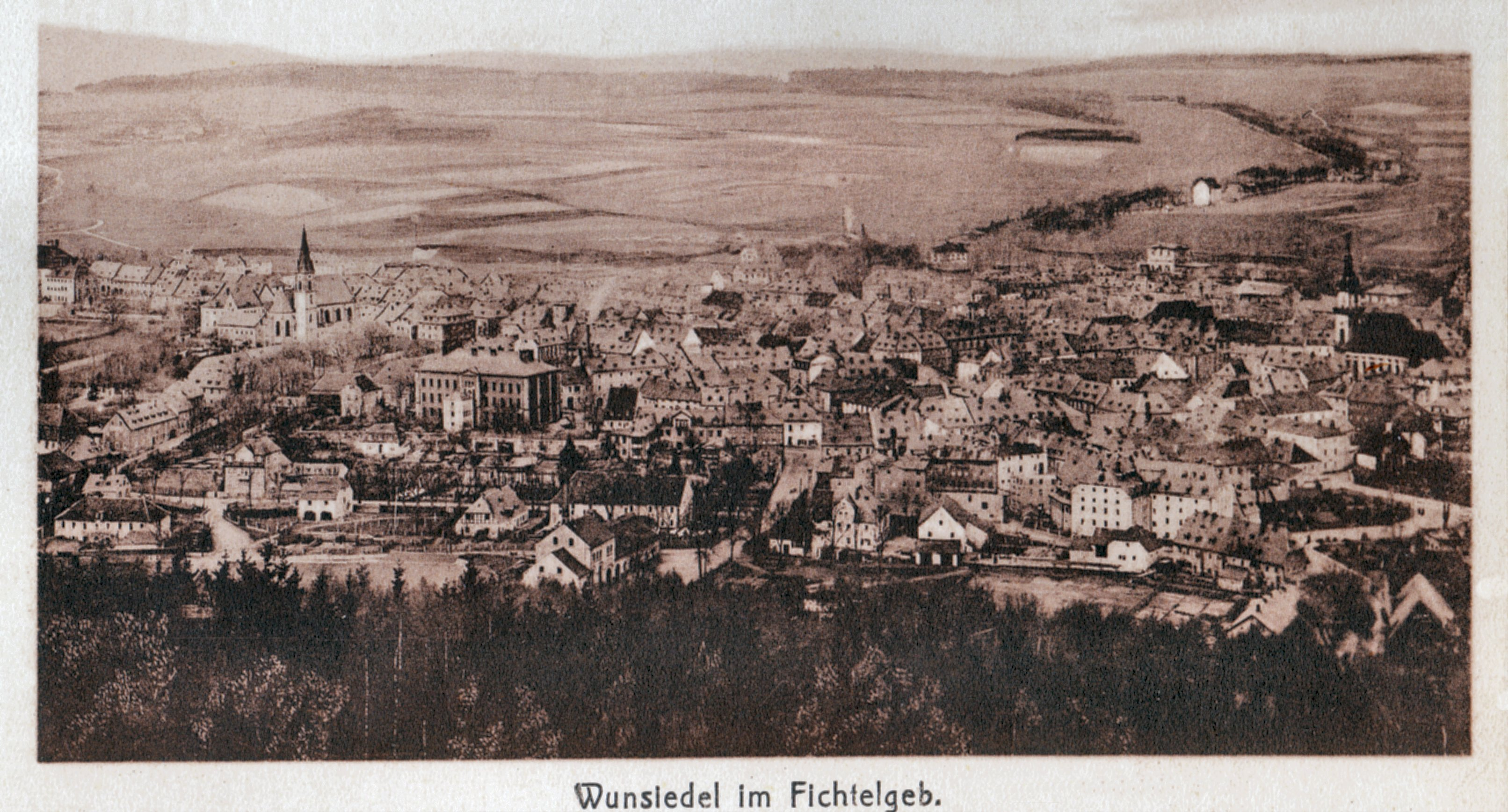
Wunsiedel im Jahr 1911

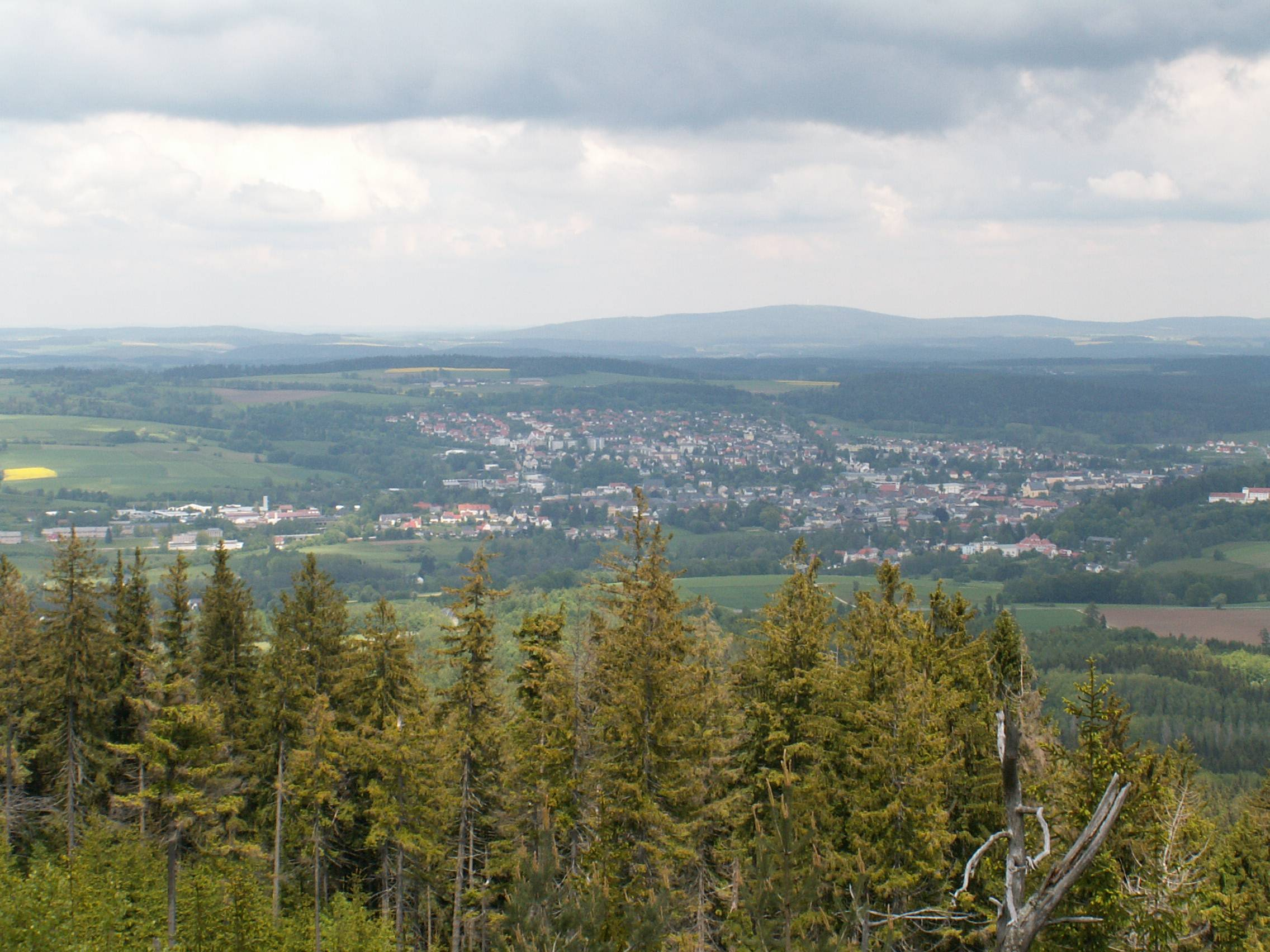
Blick über Wunsiedel vom Bundesstein im Felsenlabyrinth aus

Öffentlichen Einrichtungen sind das Landratsamt, das Finanzamt, das Vermessungsamt, das Amtsgericht, eine Dienststelle des Amtes für Ernährung, Landwirtschaft und Forsten Münchberg, die AOK-Direktion, das staatliche Schulamt und eine Polizeiinspektion.
In der Zeit des Kalten Krieges wurde Wunsiedel 1967 Bundeswehrstandort. In der 1993 aufgegebenen Fichtelgebirgs-Kaserne waren Fernmeldeteile der Luftwaffe stationiert.

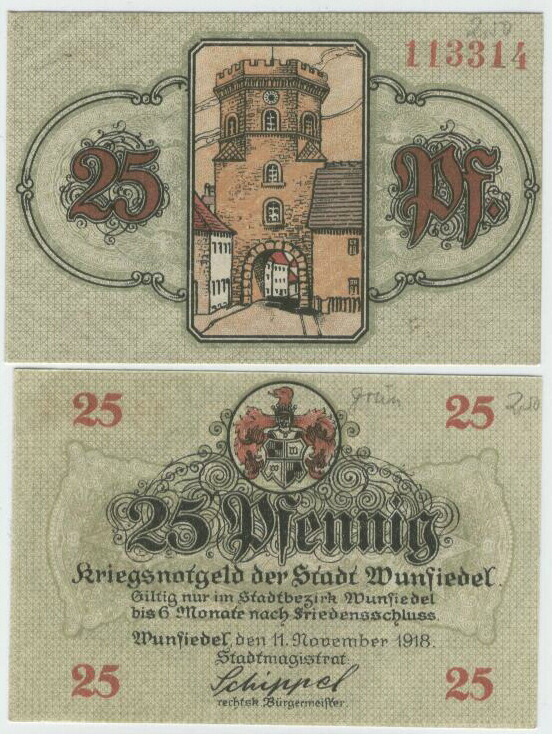
Wunsiedelnotgeld von 1918 mit Stadtmotiv auf der Rückseite

### Bildung und Forschung
- Städtische Sing- und Musikschule

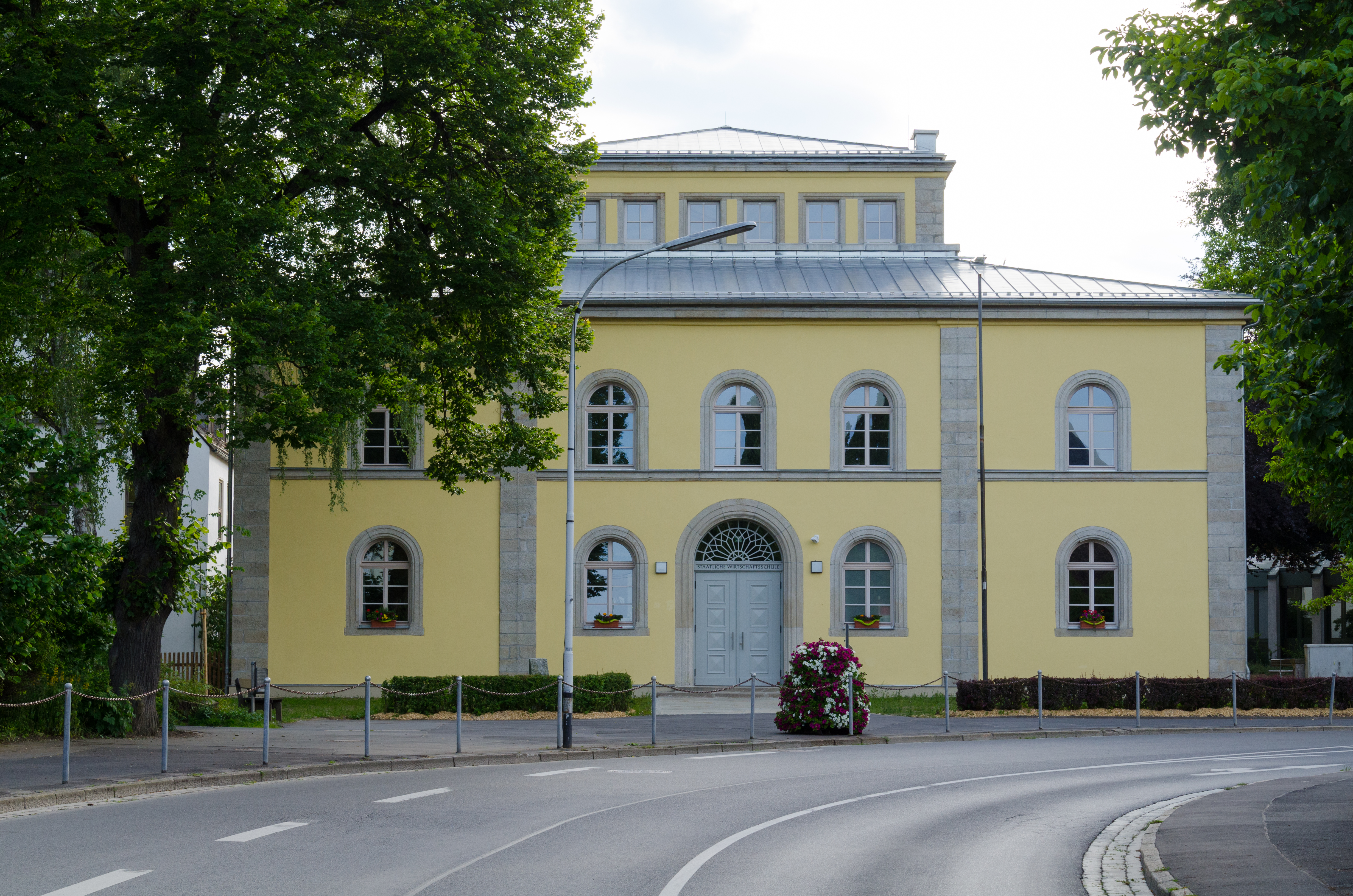
Staatliche Wirtschaftsschule

- Jean-Paul-Schule (Grund- und Hauptschule)
- Luisenburg-Gymnasium
- Sigmund-Wann-Realschule
- Staatliche Wirtschaftsschule
- Staatliche Fachschule für Steinbearbeitung mit dem Deutschen Naturstein-Archiv
- Europäisches Fortbildungszentrum für das Steinmetz- und Steinbildhauerhandwerk
- Staatliche Berufsschule Marktredwitz-Wunsiedel
- Landesjagdschule des Bayerischen Jagdverbandes (BJV)
- Stadtarchiv
- Stadtbibliothek
- Haus des Fichtelgebirgsvereins
- Volkshochschule des Landkreises Wunsiedel i. Fichtelgebirge
- Lernort Natur auf dem Katharinenberg
- BayernLab Wunsiedel

## Persönlichkeiten

### Ehrenbürger
- August Tuppert (1819–1883), Arzt (1883)
- Friedrich Meinel (1876–1917), Bürgermeister (1894)
- Heinrich Hohenner (1874–1966), Professor der Geodäsie an der TH Darmstadt (1946)
- Heiner Beer (1869–1954), Verleger und Buchdruckermeister (1950)
- Elisabeth Jäger (1912–2012), Stadtchronistin und Stadtarchivarin (1987)
- Monsignore Heinrich Benno Schäffler (1928–2021), katholischer Geistlicher und Gymnasiallehrer (2008)
- Peter Seißer (* 1943), ehem. Landrat, Heimatforscher, Buchautor (2016)

### Söhne und Töchter der Stadt

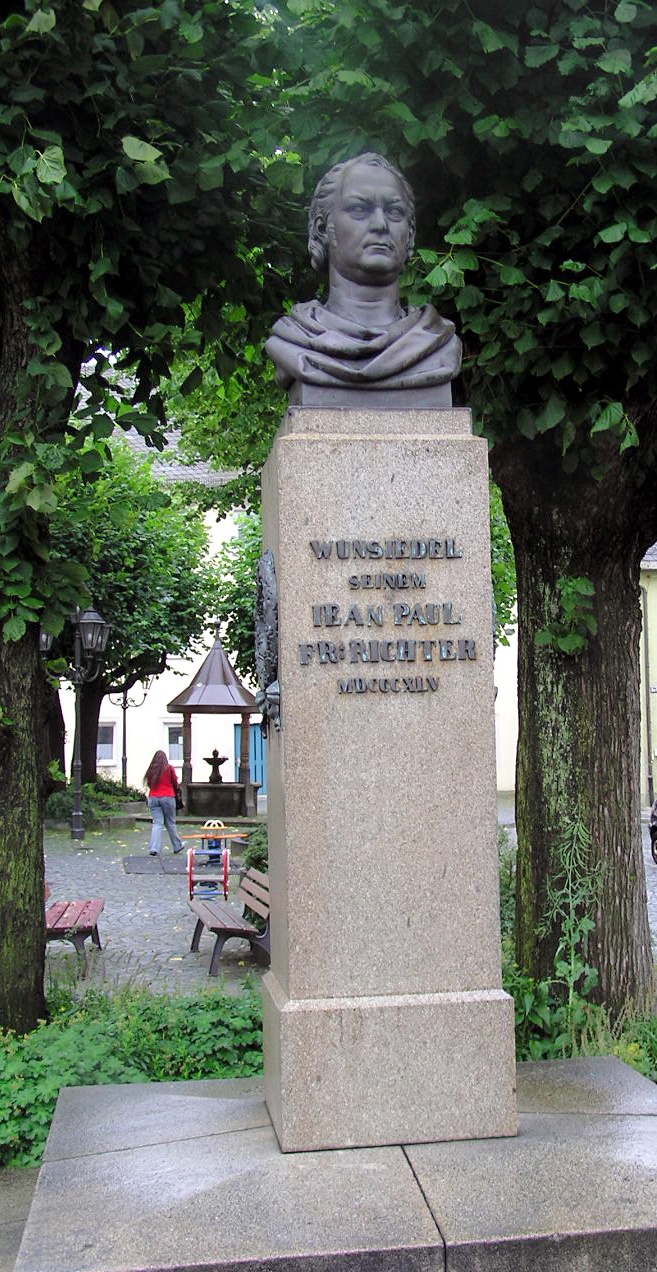
Jean-Paul-Denkmal aus dem Jahr 1845

- Sigmund Wann (≈1395–1469), Handelsherr, Stifter des Spitals, heute Fichtelgebirgsmuseum
- Andreas Pancratius (1529–1576), lutherischer Geistlicher und Lehrer
- Matthias Anomäus (1550–1614), Pädagoge, Mathematiker und Mediziner
- Johann (Hans) Pachelbel (1613–?), Vater des Komponisten Johann Pachelbel
- Wolfgang Gabriel Pachelbel von Gehag (1649–1728), Rechtswissenschaftler und Geheimrat
- Johann Alexander Christ (1648–1707), Jurist und Bürgermeister von Leipzig
- Nicolaus Haas (1665–1715), lutherischer Theologe, Pastor und Erbauungsschriftsteller
- Johann Georg Pertsch (1694–1754), Jurist und Hochschullehrer
- Paul Eugenius Layritz (1707–1788), Theologe, Lehrer, Bischof der Herrnhuter Brüdergemeine
- Johann Daniel Leers (1727–1774), Apotheker, Botaniker, Hochschullehrer
- Eugen Johann Christoph Esper (1742–1810), Entomologe, Botaniker und Pathologe
- Johann David Schöpf (1752–1800), deutscher Mediziner und Naturforscher
- Jean Paul (1763–1825), Schriftsteller
- Christoph Friedrich Leers (1769–1825), Magistratsrat und Fabrikant, Stifter des Leers’schen Waisenhauses in Bayreuth
- Eberhard Killinger (1770–1826), Bergingenieur und Leiter des Bergamtes Bayreuth
- Heinrich Christian Funck (1771–1839), Apotheker, Botaniker und Mitbegründer der Regensburgischen Botanischen Gesellschaft
- German Friedrich Killinger (1775–1863), Gutsbesitzer und Leiter des Aufschlagamtes Erlangen
- Karl Ludwig Sand (1795–1820), Burschenschafter, Mörder August von Kotzebues
- Heinrich Holzschuher (1798–1847), Sozialarbeiter, Pädagoge und Lieddichter (O du fröhliche)
- Heinrich Meinel (1798–1852), Königl. bayr. Konsul Le Havre
- Johann Christian Ziegler (1803–1833), Maler
- Julius Vogel (1814–1880), Internist, Pathologe und Hochschullehrer
- Iwan von Müller (1830–1917), Philologe, Pädagoge und Hochschullehrer
- Theodor Karl Eduard von Bomhard (1841–1945), Offizier der Bayerischen Armee
- Hans Bunte (1848–1925), Chemiker und Professor an der Technischen Hochschule Karlsruhe
- Johann Carl Fraas (1848–1938), Erfinder („Deutscher Edison“), Pionier der deutschen Technikgeschichte
- Konrad Unglaub (1860–1940), Oberingenieur und Erfinder, Vizepräsident der Reitfechtschule und Philatelist
- Friedrich Zahn (1869–1946), Statistiker und Hochschullehrer
- Christian Döbereiner (1874–1961), bedeutender Violoncellist, Gambist, Dirigent und Musikschriftsteller
- Wilhelm Wirth (1876–1952), oberfränkischer Psychologe
- Ludwig Heinrich Jungnickel (1881–1965), Illustrator
- Wilhelm Schmidt (1892–1958), Bankier
- Hannsheinz Bauer (1909–2005), Politiker, MdB, einer der „Väter des Grundgesetzes“
- Heiner Grimm (1913–1985), Kunstmaler
- Walter Rupprecht (1918–2007), Evangelischer Regionalbischof
- Friedrich Müller (1923–2003), Lehrer und Sachverständiger für Naturwerkstein, Begründer des Naturstein-Archivs der Staatlichen Fachschule für Steinbearbeitung in Wunsiedel
- Bruno Sansoni (1927–2018), analytischer Chemiker
- Walther Tröger (1929–2020), Jurist und Sportfunktionär, Präsident des NOK 1992–2002
- Karl Braun (* 1952), Ethnologe und Hochschullehrer
- Siegfried Roch (* 1959), Handball-Nationaltorhüter, Silbermedaillengewinner
- Peter Meyer (* 1963), Politiker (Freie Wähler), bayerischer Landtagsabgeordneter und Landtagsvizepräsident
- Susanne Engel (* 1964), deutsche Juristin und Präsidentin des Thüringer Landesarbeitsgerichts
- Wolfgang Haffner (* 1965), Jazz-Schlagzeuger
- Jörg Nürnberger (* 1967), Politiker (SPD), Mitglied des Deutschen Bundestags
- Klaus Unterburger (* 1971), katholischer Theologe
- Werner Erhardt (* 1948) Ideengeber Denkmal Drei Bäume für die Einheit[71][72][73]

### Mit Wunsiedel verbunden
- Hans von Kotzau (vor 1398–nach 1468), Hauptmann in Wunsiedel
- Johann Christoph Layritz (1655–1731), Superintendent in Wunsiedel
- Erhard Friedrich Vogel (1750–1823), ab 1803 Superintendent in Wunsiedel, wo er auch starb
- Michael Ludwig Wellmer (1783–1859), Sachbuchautor und Schriftsteller, fungierte bis 1812 in Wunsiedel als Stadtgerichtsdirektor
- Rudolf Heß (1894–1987), Stellvertreter Hitlers, beerdigt in Wunsiedel; das Grab war bis zu seiner Auflösung 2011 Kultstätte seiner Anhänger
- Johann Wabel (1904–?), Politiker der NSDAP, von 1931 bis 1941 Ortsgruppenleiter in Wunsiedel
- Günter Rossow (1913–1992), deutscher Bildhauer. Neben kleineren Holz- und Bronzearbeiten für private Sammler schuf er zahlreiche Werke in öffentlichem Auftrag – Figuren, Figurengruppen und Brunnen – überall im Bundesgebiet. In Wunsiedel, wo er sich nach dem Krieg niederließ, finden sich mehrere seiner Werke.
- Hans-Peter Friedrich (* 1957), Politiker der CSU, von März 2011 bis Dezember 2013 Bundesminister des Innern und von 2017 bis 2021 Bundestagsvizepräsident, wohnt in Wunsiedel
- Horst Hüttel (* 1968), Skisprungtrainer, wohnt in Wunsiedel